# 山崎海童
山崎 海童（やまざき かいどう、1951年9月17日 - ）は、和歌山県和歌山市出身の俳優。身長163cm、体重74kg、バスト100cm、ウェスト90cm、ヒップ100cm、血液型はA型。日本大学芸術学部演劇学科卒業。現代制作舎所属（元・松竹新喜劇）。旧芸名は山崎怪童。特技は関西弁/パソコン、趣味はパソコン。藤山寛美の弟子である。

## 出演

### テレビドラマ
NHK
朝の連続テレビ小説
- 君の名は
- こころ 第1話 - オヤジな乗客 役
- ファイト 第26話 - 相原 役
- 純情きらり 第17話 - 自治会長 役

大河ドラマ
- 峠の群像 - 木戸番 役
- 山河燃ゆ
- 春の波涛 - 演劇通の男 役
- 春日局 - 安藤重信 役
- 秀吉 - 小早川隆景 役
- 武蔵 MUSASHI 第17話 - 百姓の男 役
- 新選組! 第14話 - 庄屋 役
- 功名が辻 第8話 - 宮部肥前守 役

金曜時代劇
- 御宿かわせみ2 第3話 - 井筒屋番頭 役
- お美也 - 番頭忠右衛門 役
- 土曜ドラマ
  - 和菓子の味 - 浜口満男 役
  - マチベン 第2話 - 教頭 役

その他
- 菜の花の沖（2000年） - 里吉 役
- さわやか3組 第5話 - 井上校長 役
- ハイビジョン特集ドラマ 楽園のつくりかた - 工務店の男 役
- 茂七の事件簿 ふしぎ草紙 第7話 - 民次 役
- お登勢 第11話
- 木曜時代劇 陽炎の辻〜居眠り磐音 江戸双紙〜 第4話 - 床屋 役
- 土曜時代劇 まっつぐ〜鎌倉河岸捕物控〜 第11話 - 尾張屋 役

日本テレビ系列
- 同窓会
- 地獄少女 第6話 - 西脇賢治校長 役
- 恋のから騒ぎドラマスペシャルIII - 大阪の会社社長 役
- レッツ・ゴー!永田町 第7話 - 武田農水大臣 役

TBS系列
- 愛の劇場 砂時計 第3.7.23話 - 月島家使用人 柴田宗雄 役
- 弁護士のくず 第2話 - 中年サラリーマン 役
- 愛の劇場 コスメの魔法2 第27話 - 真鍋利三 役
- こちら本池上署4 第2話 - 山田 役
- 月曜ミステリー劇場 ホステス探偵危機一髪6 - 不動産屋営業マン 役
- こちら本池上署3 第6話 - 不動産屋 役

フジテレビ系列
- NIGHT HEAD
- 東京タワー 〜オカンとボクと、時々、オトン〜 第3話 - 不動産屋 役
- 金曜プレステージ浅見光彦シリーズ26「紅藍の女」殺人事件 - 甲戸天洞 役
- 金曜プレステージ 会いたかった 〜向井亜紀・代理母出産という選択〜 - 産科医 役
- 今週、妻が浮気します 第1話 - 取締役
- ダンドリ。 第4話 - 市役所職員 佐々木 役
- 金曜エンターテイメント マイハウス - 裁判所職員 役
- 世にも奇妙な物語「イマキヨさん」 - 警官 役
- 世にも奇妙な物語「発電課長」 - 片岡 役
- ココリコミラクルタイプドラマスペシャル「教える女」 - 伊矢名譲氏 役
- 電車男 第2話 - 津川社長 役
- 恋におちたら〜僕の成功の秘密〜 第8話 - 花田社長 役
- 海猿 第5話 - 永島誠一 役
- マルサ!!東京国税局査察部 第7話 - 中年のオヤジ 役
- 天才柳沢教授の生活 第5話 - タクシー運転手 役
- 過ぎし日のセレナーデ
- ムコ殿 第9話
- 100億の男
- スチュワーデス刑事4

大食いシスターズが行く東京－テキサス1万キロ!幻のワインに秘められた真実の愛…すべての答えはパリにある!?
- ジュテーム〜わたしはけもの

テレビ朝日系列
- 日曜洋画劇場ドラマスペシャル 天使の梯子 - 床屋の客 役
- 土曜ワイド劇場 タクシードライバーの推理日誌 推定無罪の乗客 - 審判官 役
- 再捜査刑事・片岡悠介3（2012年） - 早田薫
- 7人の女弁護士 第1話 - 裁判官 役
- 特命係長 只野仁 第15話 - 久本 役
- 爆竜戦隊アバレンジャー 第22、23話 - 重役 役
- 厄除け商売繁盛殺人事件

猿の絵皿が告発する!浅草〜日光、羽子板市の夜の犯罪
- 相棒 Season 9 第13話
- ガラスの仮面2 第3話（1998年）

テレビ東京系列
- 魔弾戦記リュウケンドー - 月岡留七 役
- 女と愛とミステリー20時18分の死神 - 小樽中央署署長 役
- のぞき屋 第9話
- トミカヒーローレスキューファイアー

### ラジオ
NHKFMシアター
- バスで行く人 - バスの運転手 役
- 聖の青春 - 三谷 役（方言指導）
- 海を渡るさぬきブルース
- さあ、すわってお聞きなさい

### 映画
- 誰がために - 運転手 役
- 杉に生きる - 林務部長 役
- マルサの女 - 税務署員 役
- ダメジン

### CM
- PlayStation 2 ゲームソフト「サッカーライフ」
- モルツビール
- PlayStation 熱闘甲子園
- アース製薬 モンダミンストロングミント

### スチル
- サントリー 発泡酒のキャンペーンポスター
- PlayStation 2 サッカーライフポスター

### VP
- 国税庁研修用ビデオ - 目黒監察官 役
- JA共済研修ビデオテーマ1,2 - 大久保課長 役
- 損保ジャパン研修ビデオ - 三崎店長 役
- 警察庁 サイバー犯罪事件簿III - 本間大造 役

### 舞台
- 人生双六 - 宇田信吉 役